# Luis Pinto (taekwondo)
Luis Pinto (13 de mayo de 1975) es un deportista argentino que compitió en taekwondo. Ganó una medalla de plata en los Juegos Panamericanos de 1995, en la categoría de –50 kg.

## Palmarés internacional
| Juegos Panamericanos | Juegos Panamericanos      | Juegos Panamericanos | Juegos Panamericanos |
| Año                  | Lugar                     | Medalla              | Categoría            |
| -------------------- | ------------------------- | -------------------- | -------------------- |
| 1995                 | Mar del Plata (Argentina) | Medalla de plata     | –50 kg               |